# Asplenium brownii
Asplenium brownii là một loài dương xỉ trong họ Aspleniaceae. Loài này được J.Sm. mô tả khoa học đầu tiên năm 1841.
Danh pháp khoa học của loài này chưa được làm sáng tỏ. 